# Lista dos bancos do Azerbaijão
Esta é uma lista dos principais bancos do Azerbaijão. Atualmente, existem 25 bancos no Azerbaijão, um dos quais é o Banco Central do Azerbaijão, de propriedade estatal, e 24 são bancos comerciais privados.

## Banco central
- Banco Central do Azerbaijão

## Bancos comerciais[1]
| Nome                                         | Indicativo                       | Data da licença         | Proprietário majoritário                     | Capital    | Site web oficial  |
| -------------------------------------------- | -------------------------------- | ----------------------- | -------------------------------------------- | ---------- | ----------------- |
| "Accessbank" CJSC                            | Access Bank Azerbaijan           | 25 de outubro de 2002   | Banco Asiático de Desenvolvimento            | Azerbaijão | accessbank.az     |
| "AFB Bank CJSC                               | AFB Bank                         | 28 de novembro de 2008  |                                              | Azerbaijão | afb.az            |
| "International Bank of Azerbaijan" OJSC      | International Bank of Azerbaijan | 30 de dezembro de 1992  | Azerbaijan Investment Holding                | Azerbaijão | abb-bank.az       |
| "Azerbaijan Industry Bank" OJSC              | ASB                              | 28 de setembro de 1996  | Anadolu Investment                           | Azerbaijão | asb.az            |
| "Azer-Turk Bank" OJSC                        | Azer-Turk Bank                   | 29 de junho de 1995     | Serviço de Assuntos de Propriedade do Estado | Azerbaijão | atb.az            |
| "Bank Eurasia" OJSC                          | BankAvrasiya                     | 28 de novembro de 2007  |                                              | Azerbaijão | bankavrasiya.az   |
| "Bank of Baku" OJSC                          | Bank of Baku                     | 18 de fevereiro de 2005 | NAB Holding                                  | Azerbaijão | bankofbaku.az     |
| Bank "BTB" OJSC                              | Bank BTB                         | 19 de março de 2010     |                                              | Azerbaijão | btb.az            |
| "Bank Respublika" OJSC                       | Bank Respublika                  | 15 de dezembro de 1992  | Familia Guliyev                              | Azerbaijão | bankrespublika.az |
| "Nakhchivanbank" OJSC                        | Naxçıvanbank                     | 4 de agosto de 2008     |                                              | Azerbaijão | naxcivanbank.az   |
| "Premium Bank" OJSC                          | Premium Bank                     | 6 de janeiro de 1994    | Hamzayeva Zaria Kamil                        | Azerbaijão | premiumbank.az    |
| "Bank VTB (Azerbaijan)" OJSC                 | VTB Bank                         | 22 de outubro de 1993   | Grupo VTB                                    | Rússia     | vtb.az            |
| "Expressbank" OJSC                           | Expressbank                      | 30 de dezembro de 1992  | Azenco                                       | Azerbaijão | expressbank.az    |
| "Xalq Bank" OJSC                             | Xalq Bank                        | 27 de dezembro de 2004  | İdeal Business Ko                            | Azerbaijão | xalqbank.az       |
| "Kapital Bank" OJSC                          | Kapital Bank                     | 8 de fevereiro de 2000  | PASHA Holding                                | Azerbaijão | kapitalbank.az    |
| "Muğanbank" OJSC                             | Muğanbank                        | 25 de novembro de 1992  |                                              | Azerbaijão | muganbank.az      |
| "Yelo" OJSC                                  | yelobank                         | 25 de fevereiro de 1994 | Topaz Investment                             | Azerbaijão | yelo.az           |
| "Pasha Bank" OJSC                            | Pasha Bank                       | 28 de novembro de 2007  | PASHA Holding                                | Azerbaijão | pashabank.az      |
| "Rabitabank" OJSC                            | Rabitabank                       | 30 de junho de 1993     | Zakir Nuriyev                                | Azerbaijão | rabitabank.com    |
| "TuranBank" OJSC                             | TuranBank                        | 30 de dezembro de 1992  |                                              | Azerbaijão | turanbank.az      |
| "Unibank" OJSC                               | Unibank                          | 10 de dezembro de 1992  | Eldar Garibov                                | Azerbaijão | unibank.az        |
| "Yapi Kredi Bank Azerbaijan" CJSC            | Yapi Kredi Bank Azerbaijan       | 11 de janeiro de 2000   | Yapı Kredi                                   | Turquia    | yapikredi.com.az  |
| "Ziraat Bank Azerbaijan" OJSC                | Ziraat Bank                      | 30 de dezembro de 2014  | Ziraat Bankası                               | Turquia    | ziraatbank.az     |
| Filial bancária estrangeira                  |                                  |                         |                                              |            |                   |
| "Bank Melli Iran" (Filial de Bacu)           | Bank Melli Iran                  | 29 de janeiro de 1993   | Bank Melli Iran                              | Irão       | bmibaku.az        |
| "National Bank of Pakistan" (Filial de Bacu) | National Bank of Pakistan        | 30 de junho de 2005     | National Bank of Pakistan                    | Paquistão  | nbp.az            |

## Bancos extintos
- AtaBank
- Azal Bank
- Bank Silk Way
- Debutbank
- DemirBank
- Dresdner Bank
- Evrobank
- Azerigasbank (1992-2020)
- Amrahbank (1993-2020)
- AtaBank (1993-2020)
- NBCBank (1992-2020)
- Vahid bank
- Zaminbank (1992-2016)
- KredoBank (1994-2016)
- United Credit Bank (1996-2016)
- Bank of Azerbaijan (1993-2016)
- Ganjabank (1994-2016)
- Parabank (1991-2016)
- Bank Technique (1994-2016)
- Royal Bank (1993-2012)
- DekaBank (1989-2016)
- Atrabank (1992-2016)
- Caspian Development Bank
- Bank Standard (1995-2016)
- DəmirBank (1989-2017)
- Caucasus Development Bank (-2016)
- Günay Bank (1992-2023)